# Sân bay Orenburg Tsentralny
Sân bay Tsentralny (tiếng Nga: Аэропорт Центральный) (IATA: REN, ICAO: UWOO) là một sân bay dân dụng có cự ly khoảng 25 km về phía đông thành phố Orenburg.
Orenair có trụ sở ở sân bay này.

## Hãng hàng không và tuyến bay
| Hãng hàng không | Các điểm đến                                                                                               |
| --------------- | --- |
| Aeroflot        | Moscow-Sheremetyevo                                                                                        |
| Orenair         | Dushanbe, Düsseldorf [từ 17 tháng 5, 2013], Khujand, Moscow-Domodedovo, St Petersburg Thuê chuyến: Antalya |
| RusLine         | Yekaterinburg                                                                                              |
| Somon Air       | Khujand, Dushanbe                                                                                          |